# Ервін (Теннессі)
Ервін (англ. Erwin) — місто (англ. town) в США, в окрузі Юнікой штату Теннессі. Населення — 6083 особи (2020).

## Географія
Ервін розташований за координатами 36°8′45″ пн. ш. 82°24′43″ зх. д. / 36.14583° пн. ш. 82.41194° зх. д. (36.145833, -82.411994).  За даними Бюро перепису населення США в 2010 році місто мало площу 10,47 км², з яких 10,45 км² — суходіл та 0,01 км² — водойми.

## Демографія
Згідно з переписом 2010 року, у місті мешкало 6097 осіб у 2620 домогосподарствах у складі 1647 родин. Густота населення становила 583 особи/км².  Було 2909 помешкань (278/км²).
Расовий склад населення:
| - 95,1 % — білих - 0,2 % — корінних американців - 0,1 % — чорних або афроамериканців - 0,1 % — азіатів - 3,2 % — осіб інших рас |

До двох чи більше рас належало 1,2 %. Частка іспаномовних становила 5,2 % від усіх жителів.
За віковим діапазоном населення розподілялося таким чином: 21,0 % — особи молодші 18 років, 56,8 % — особи у віці 18—64 років, 22,2 % — особи у віці 65 років та старші. Медіана віку мешканця становила 44,5 року. На 100 осіб жіночої статі у місті припадало 87,3 чоловіків;  на 100 жінок у віці від 18 років та старших — 84,0 чоловіків також старших 18 років.
Середній дохід на одне домашнє господарство  становив 41 186 доларів США (медіана — 29 133), а середній дохід на одну сім'ю — 45 689 доларів (медіана — 36 094). Медіана доходів становила 32 348 доларів для чоловіків та 24 840 доларів для жінок. За межею бідності перебувало 32,0 % осіб, у тому числі 52,0 % дітей у віці до 18 років та 13,2 % осіб у віці 65 років та старших.
Цивільне працевлаштоване населення становило 1843 особи. Основні галузі зайнятості: освіта, охорона здоров'я та соціальна допомога — 24,9 %, виробництво — 15,5 %, транспорт — 10,6 %, мистецтво, розваги та відпочинок — 10,1 %.